# 보길숙인김해김씨열녀비
보길숙인김해김씨열녀비는 대한민국 전라남도 완도군 청산면 당락리에 있다. 2008년 7월 28일 완도군의 향토문화유산 제16호로 지정되었다.